# Afinia Gèmina Bebiana
Afinia Gèmina Bebiana (en llatí Afinia Gemina Baebiana) va ser una dama romana casada amb Trebonià Gal, emperador romà de l'any 251 al 253.
No se sap gairebé res de la seva vida. Va tenir dos fills, Volusià i Vibia Gala. Després que Trebonià Gal fos proclamat emperador pels soldats, a Herènnia Etruscil·la viuda de l'anterior emperador Deci, se li va permetre de mantenir el títol honorífic d'augusta. Afinia Gèmina Bebiana no va aconseguir aquest títol. No es conserven monedes d'aquesta emperadriu.
El seu marit i el seu fill van ser assassinats per les tropes l'any 253.